# Lajos Rácz
Lajos Rácz (n. 1 iulie 1952, Budapesta, Republica Populară Ungară) este un luptător ce a reprezentat Ungaria, medaliat olimpic. A participat la două ediții ale Jocurilor Olimpice (1976, 1980) în care a câștigat o medalie de argint.